# S/2003 J 16
S/2003 J 16 este un satelit natural al lui Jupiter . A fost descoperit de o echipă de astronomi condusă de Brett J. Gladman în 2003. 
S/2003 J 16 are un diametru de aproximativ 2 kilometri și orbitează în jurul lui Jupiter la o distanță medie de 0,137 AU (20,5 Gm) în 600 de zile, la o înclinație de 151° față de ecliptică (149° față de ecuatorul lui Jupiter). ), în sens retrograd și cu o excentricitate de 0,333. Aparține grupului Ananke de sateliți retrograzi neregulați care orbitează în jurul lui Jupiter între 19,3 și 22,7 Gm, la înclinații de aproximativ 150°.

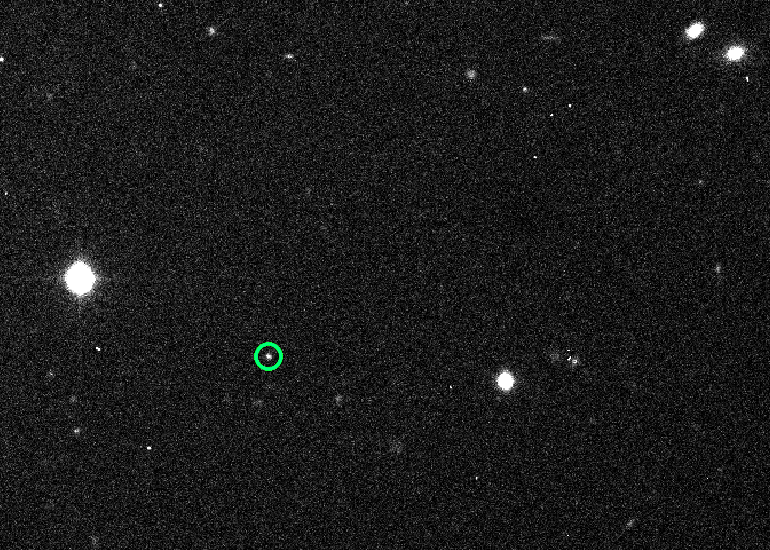
Imagine de recuperare a lui S/2003 J 16 pe 8 septembrie 2010 (încercuit)

Acest satelit a fost odată considerat pierdut   până în septembrie 2010, când a fost recuperat de Christian Veillet cu Canada-France-Hawaii Telescope (CFHT). Cu toate acestea, observațiile de recuperare ale lui S/2003 J 16 nu au fost raportate de Minor Planet Center până în 2020, când  Ashton și colab. a identificat independent satelitul în aceleași imagini CFHT făcute de Veillet în septembrie 2010.  S/2003 J 16 a fost identificat și în observațiile făcute de Scott Sheppard⁠(d) din martie 2017 până în mai 2018, cumulând un arc lung de observare de 5.574 de zile (15 ani) de la descoperirea sa. Recuperarea lui S/2003 J 16 a fost anunțată oficial de Minor Planet Center pe 4 noiembrie 2020.  